# Cessna 526 CitationJet
Le Cessna 526 CitationJet était un biréacteur d'entraînement proposé par Cessna comme candidat au concours américain Joint Primary Aircraft Training System (JPATS, Système de formation aéronautique primaire conjoint). Il s'agissait d'un avion bimoteur à siège en tandem, basé sur l'avion d'affaires Cessna CitationJet. Seuls deux prototypes furent construits et ils échouèrent à intégrer le programme américain.

## Design et développement
L'armée des États-Unis a lancé un appel d'offres pour un avion d'entraînement pour équiper l'United States Air Force et l'United States Navy. Cessna a répondu avec le 526, basé sur son avion d'affaires civil 525 CitationJet. Les 526 et 525 partageaient 75% de parties communes, y compris les ailes, les moteurs et le train d'atterrissage. Les systèmes électriques, hydrauliques et de carburant étaient également communs aux deux types. Le 526 avait un fuselage redessiné avec un cockpit en tandem à deux places avec des sièges éjectables zéro-zéro ; et un nouvel empennage, le plan horizontale étant abaissé par rapport à l’empennage en T du 525. 
Le prototype a volé pour la première fois le 20 décembre 1993 et a été suivi d'un deuxième prototype dont le premier vol eut lieu le 2 mars 1994. 
Le CitationJet n'a pas réussi la compétition, qui a été remportée par le Beechcraft T-6 Texan II (avec turbopropulseur) modèle dérivé du Pilatus PC-9.